# Мерисвил (Канзас)
Мерисвил (енгл. Marysville) град је у америчкој савезној држави Канзас.

## Демографија
По попису из 2010. године број становника је 3.294, што је 23 (0,7%) становника више него 2000. године.
| Група             | 2000.         | 2010.         |
| Белци             | 3.190 (97,5%) | 3.132 (95,1%) |
| Афроамериканци    | 5 (0,2%)      | 10 (0,3%)     |
| Азијати           | 16 (0,5%)     | 20 (0,6%)     |
| Хиспаноамериканци | 24 (0,7%)     | 84 (2,6%)     |
| Укупно            | 3.271         | 3.294         |